# Wietske de Ruiter
Wietske Annechien de Ruiter (Ridderkerk, 20 de marzo de 1970) es una exjugadora neerlandesa de hockey sobre césped.

## Trayectoria
de Ruiter tuvo su primera participación olímpica en Barcelona 1992. En los Juegos Olímpicos de Atlanta 1996 derrotó a Reino Unido, en el partido por el tercer lugar, y obtuvo la medalla de bronce.